# Hesdigneul-lès-Boulogne
Hesdigneul-lès-Boulogne és un municipi francès situat al departament del Pas de Calais i a la regió dels Alts de França. L'any 2007 tenia 681 habitants.

## Demografia

### Població
El 2007 la població de fet de Hesdigneul-lès-Boulogne era de 681 persones. Hi havia 253 famílies de les quals 51 eren unipersonals (16 homes vivint sols i 35 dones vivint soles), 87 parelles sense fills, 103 parelles amb fills i 12 famílies monoparentals amb fills.
La població ha evolucionat segons el següent gràfic:
Habitants censats

### Habitatges
El 2007 hi havia 265 habitatges, 250 eren l'habitatge principal de la família i 15 estaven desocupats. 259 eren cases i 6 eren apartaments. Dels 250 habitatges principals, 196 estaven ocupats pels seus propietaris, 49 estaven llogats i ocupats pels llogaters i 5 estaven cedits a títol gratuït; 5 tenien dues cambres, 21 en tenien tres, 67 en tenien quatre i 158 en tenien cinc o més. 188 habitatges disposaven pel capbaix d'una plaça de pàrquing. A 115 habitatges hi havia un automòbil i a 113 n'hi havia dos o més.

### Piràmide de població
La piràmide de població per edats i sexe el 2009 era:
| Homes | Edats   | Dones |
| ----- | ------- | ----- |
| 0     | 95 o +  | 4     |
| 0     | 90 a 94 | 0     |
| 0     | 85 a 89 | 4     |
| 0     | 80 a 84 | 8     |
| 8     | 75 a 79 | 8     |
| 8     | 70 a 74 | 8     |
| 20    | 65 a 69 | 28    |
| 12    | 60 a 64 | 12    |
| 0     | 55 a 59 | 4     |
| 48    | 50 a 54 | 48    |
| 12    | 45 a 49 | 8     |
| 28    | 40 a 44 | 24    |
| 12    | 35 a 39 | 28    |
| 32    | 30 a 34 | 20    |
| 20    | 25 a 29 | 8     |
| 24    | 20 a 24 | 20    |
| 16    | 15 a 19 | 20    |
| 24    | 10 a 14 | 16    |
| 8     | 5 a 9   | 4     |
| 0     | 0 a 4   | 24    |

## Economia
El 2007 la població en edat de treballar era de 446 persones, 326 eren actives i 120 eren inactives. De les 326 persones actives 294 estaven ocupades (177 homes i 117 dones) i 32 estaven aturades (15 homes i 17 dones). De les 120 persones inactives 49 estaven jubilades, 35 estaven estudiant i 36 estaven classificades com a «altres inactius».

### Ingressos
El 2009 a Hesdigneul-lès-Boulogne hi havia 259 unitats fiscals que integraven 682,5 persones, la mediana anual d'ingressos fiscals per persona era de 18.707 €.

### Activitats econòmiques
Dels 17 establiments que hi havia el 2007, 1 era d'una empresa alimentària, 2 d'empreses de construcció, 2 d'empreses de comerç i reparació d'automòbils, 3 d'empreses de transport, 1 d'una empresa d'hostatgeria i restauració, 2 d'empreses financeres, 1 d'una empresa immobiliària, 3 d'empreses de serveis i 2 d'empreses classificades com a «altres activitats de serveis».
Dels 6 establiments de servei als particulars que hi havia el 2009, 1 era una oficina de correu, 2 electricistes, 1 perruqueria, 1 restaurant i 1 saló de bellesa.
Dels 2 establiments comercials que hi havia el 2009, 1 era una botiga de menys de 120 m² i 1 una joieria.
L'any 2000 a Hesdigneul-lès-Boulogne hi havia 8 explotacions agrícoles que ocupaven un total de 116 hectàrees.

## Equipaments sanitaris i escolars
El 2009 hi havia una escola elemental.

## Poblacions més properes
El següent diagrama mostra les poblacions més properes.